# Verena Keller (Biologin)
Verena Elisabeth Keller (* 1956 in Bern) ist eine Schweizer Biologin.

## Leben

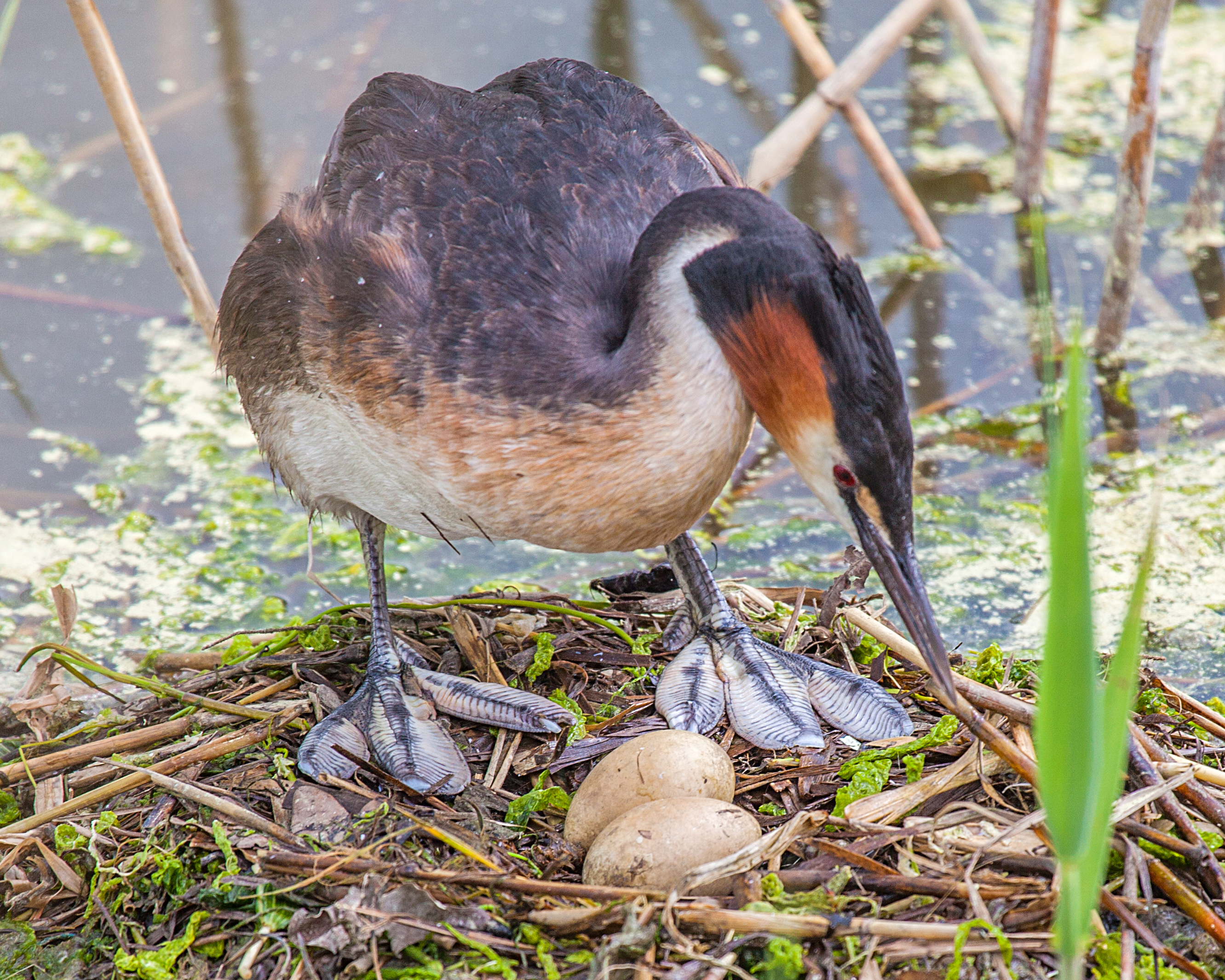
Haubentaucher

Keller promovierte 1988 an der Universität Bern mit einer Arbeit über die Anpassung brütender Haubentaucher an von Menschen als Erholungsgebiet genutzte Bruthabitate.
Sie ist Verantwortliche für internationale Projekte der Schweizerischen Vogelwarte Sempach. Beim European Bird Census Council (EBCC) ist sie Vorsitzende des Atlas Steering Committee (ASC) und damit Projektleiterin des 2020 erscheinenden European Breeding Bird Atlas (EBBA2).

## Publikationen (Auswahl)
- Zur Frage der Anpassung brütender Haubentaucher (Podiceps cristatus) an Bedingungen ihres vom Menschen als Erholungsgebiet genutzten Bruthabitats. Bern 1988 (Dissertation, Universität Bern, 1988).
- Ramsargebiete der Schweiz. Bundesamt für Umwelt, Wald und Landschaft, Bern 1996.
- Ramsar-Bericht Schweiz. Eine Standortbestimmung zur Umsetzung des Übereinkommens über Feuchtgebiete, insbesondere als Lebensraum für Wasser- und Watvögel, von internationaler Bedeutung. Dokumentationsdienst, Bundesamt für Umwelt, Wald und Landschaft, Bern 1996.
- Hans Huckebein & Co. – die Familie der Rabenvögel. Schweizerische Vogelwarte, Sempach 1998.
- mit Niklaus Zbinden: Die Schweizer Vogelwelt an der Jahrhundertwende. Schweizerische Vogelwarte, Sempach 2001.
- mit anderen: Rote Liste der gefährdeten Arten der Schweiz: Brutvögel. Bundesamt für Umwelt, Wald und Landschaft, Bern 2001.
- mit Marcel Burkhardt: Vögel am Wasser. Schweizerische Vogelwarte, Sempach 2003; 2., überarbeitete Auflage 2009.
- mit anderen: Rote Liste Brutvögel. Gefährdete Arten der Schweiz. Bundesamt für Umwelt, Bern 2010.
- mit Raffael Ayé, Werner Müller, Reto Spaar und Niklaus Zbinden: Die prioritären Vogelarten der Schweiz: Revision 2010. In: Ornithologischer Beobachter. Bd. 107 (2010), S. 265–285 (online).
- Die Schweiz als Winterquartier für Wasservögel. Schweizerische Vogelwarte, Sempach 2011.